# Slavic Cup w biegach narciarskich 2015/2016
Slavic Cup w biegach narciarskich 2015/2016 – kolejna edycja tego cyklu zawodów. Rywalizacja rozpoczęła się 12 grudnia 2015 r. w słowackiej miejscowości Szczyrbskie Jezioro, a zakończyła się 28 lutego w słowackiej miejscowości Kremnica Skalka.
Obrończynią tytułu wśród kobiet była Polka Magdalena Kozielska, a wśród mężczyzn Polak Mateusz Chowaniak. W tym roku najlepsi okazali się Słowacy, u pań wygrała Barbora Klementová, a u panów Miroslav Šulek.

## Kalendarz i wyniki

### Kobiety
| Lp | Data             | Miejscowość         | Dystans                           | 1. miejsce         | 2. miejsce         | 3. miejsce         |
| -- | ---------------- | ------------------- | --------------------------------- | ------------------ | ------------------ | ------------------ |
| 1. | 12 grudnia 2015  | Szczyrbskie Jezioro | sprint s. dowolnym                | Marcela Marcisz    | Barbora Klementová | Urszula Łętocha    |
| 2. | 13 grudnia 2015  | Szczyrbskie Jezioro | 5 km s. klasycznym                | Marcela Marcisz    | Urszula Łętocha    | Martyna Galewicz   |
| 3. | 9 stycznia 2016  | Szczyrbskie Jezioro | 5 km s. klasycznym                | Barbora Klementová | Marcela Marcisz    | Martyna Galewicz   |
| 4. | 10 stycznia 2016 | Szczyrbskie Jezioro | 10 km s. dowolnym                 | Martyna Galewicz   | Eva Segečová       | Marcela Marcisz    |
| 5. | 13 lutego 2016   | Harrachov           | sprint s. dowolnym                | Odwołano           | Odwołano           | Odwołano           |
| 6. | 14 lutego 2016   | Harrachov           | 10 km s. klasycznym               | Odwołano           | Odwołano           | Odwołano           |
| 7. | 27 lutego 2016   | Kremnica Skalka     | sprint s. dowolnym                | Sandra Schützová   | Barbora Klementová | Klaudia Kołodziej  |
| 8. | 28 lutego 2016   | Kremnica Skalka     | 10 km s. klasycznym (bieg masowy) | Sandra Schützová   | Aneta Smerciakova  | Barbora Klementová |

### Mężczyźni
| Lp | Data             | Miejscowość         | Dystans                           | 1. miejsce    | 2. miejsce     | 3. miejsce     |
| -- | ---------------- | ------------------- | --------------------------------- | ------------- | -------------- | -------------- |
| 1. | 12 grudnia 2015  | Szczyrbskie Jezioro | sprint s. dowolnym                | Jan Bartoň    | Edi Dadić      | Miroslav Šulek |
| 2. | 13 grudnia 2015  | Szczyrbskie Jezioro | 10 km s. klasycznym               | Andrej Segeč  | Miroslav Šulek | Edi Dadić      |
| 3. | 9 stycznia 2016  | Szczyrbskie Jezioro | 10 km s. klasycznym               | Peter Mlynár  | Miroslav Šulek | Ádám Kónya     |
| 4. | 10 stycznia 2016 | Szczyrbskie Jezioro | 15 km s. dowolnym                 | Peter Mlynár  | Andrej Segeč   | Miroslav Šulek |
| 5. | 13 lutego 2016   | Harrachov           | sprint s. dowolnym                | Odwołano      | Odwołano       | Odwołano       |
| 6. | 14 lutego 2016   | Harrachov           | 15 km s. klasycznym               | Odwołano      | Odwołano       | Odwołano       |
| 7. | 27 lutego 2016   | Kremnica Skalka     | sprint s. dowolnym                | Dušan Kožíšek | Jan Bartoň     | Peter Mlynár   |
| 8. | 28 lutego 2016   | Kremnica Skalka     | 15 km s. klasycznym (bieg masowy) | Peter Mlynár  | Dušan Kožíšek  | Jakub Gräf     |

## Klasyfikacje
| Lp. | Zawodniczka         | Punkty |
| --- | ------------------- | ------ |
| 1.  | Barbora Klementová  | 360    |
| 2.  | Marcela Marcisz     | 340    |
| 3.  | Martyna Galewicz    | 270    |
| 4.  | Aneta Smerciakova   | 219    |
| 5.  | Eva Segečová        | 219    |
| 6.  | Sandra Schützová    | 200    |
| 7.  | Lucia Michaličková  | 179    |
| 8.  | Klaudia Kołodziej   | 167    |
| 9.  | Kamila Boczkowska   | 158    |
| 10. | Urszula Łętocha     | 140    |
| 11. | Justyna Pradziad    | 102    |
| 12. | Agata Warło         | 95     |
| 13. | Zuzana Šefčíková    | 89     |
| 14. | Magdalena Kobielusz | 85     |
| 15. | Marija Kaznačenko   | 81     |

| Lp. | Zawodnik           | Punkty |
| --- | ------------------ | ------ |
| 1.  | Miroslav Šulek     | 365    |
| 2.  | Peter Mlynár       | 360    |
| 3.  | Andrej Segeč       | 351    |
| 4.  | Jan Bartoň         | 212    |
| 5.  | Dušan Kožíšek      | 180    |
| 6.  | Rudolf Michalovský | 156    |
| 7.  | Ádám Kónya         | 142    |
| 8.  | Ján Koristek       | 141    |
| 9.  | Edi Dadić          | 140    |
| 10. | Mateusz Haratyk    | 122    |
| 11. | Dawid Bril         | 114    |
| 12. | Jakub Gräf         | 110    |
| 13. | Jakub Sikora       | 100    |
| 14. | Andrzej Pradziad   | 100    |
| 15. | Wojciech Suchwałko | 97     |